# Haus Schuchmann

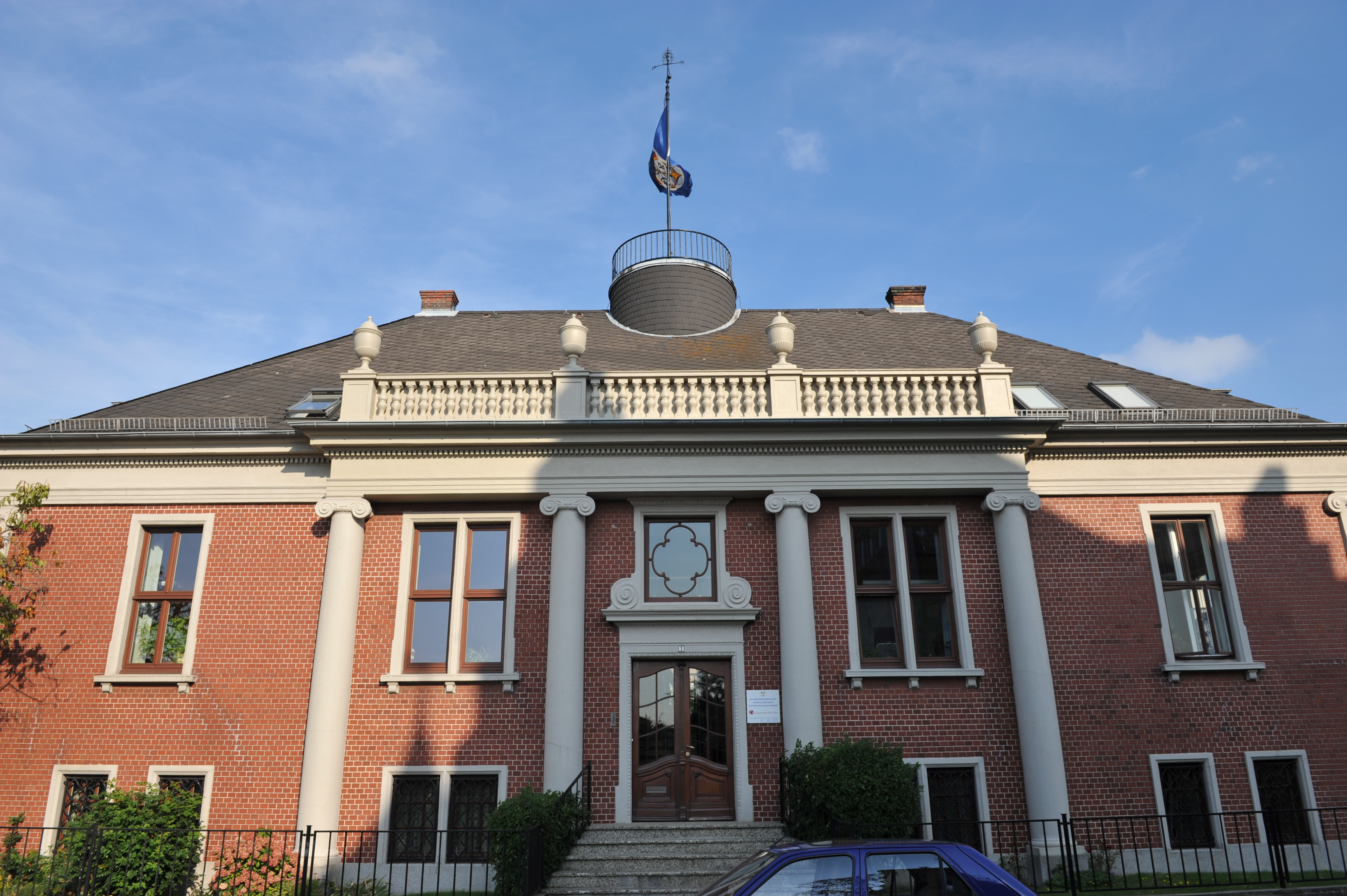
Haus Schuchmann

Das Haus Schuchmann in Bremerhaven-Geestemünde Bartelstraße 1/Kaistraße wurde 1922 nach Plänen von Heinrich Jäger gebaut.
Es steht seit 1979 unter Bremer Denkmalschutz.

## Geschichte
Hermann Schuchmann (1890–1980) war einer der Erben des Reeders Wilhelm Schuchmann (1858–1943). Er baute 1922 für die Familie die sehr repräsentative zweigeschossige Villa im konservativen und neoklassizistischen Stil der 1920er Jahre direkt am Kai des Geestemünder Handelshafens. Ein Portikus mit vier ionischen Säulen unterstreicht die Bedeutung des Wohnhauses und ein Ausguck als Dachreiter mit Fahnenmast und damals der Reedereiflagge ist ein maritimes Element.
1938 besaß die Reederei 48 Frachter und 21 Bergungsfahrzeuge. Zur Flotte der Reederei gehörte auch der Hochsee-Bergungsschlepper Seefalke, der im Museumshafen des Deutschen Schifffahrtsmuseums in Bremerhaven zu besichtigen ist.
Das Haus wurde 1956 von Hajo Schuchmann an die See-Berufsgenossenschaft verkauft, die es 2014 an die Reederei F. Laeisz veräußerte. In den Folgejahren begannen Restaurierungsarbeiten, die das denkmalgeschützte Gebäude annähernd wieder in den Originalzustand versetzen sollten. Bei den abschließenden Arbeiten an den Regenrinnen kam es am 20. Juli 2023 zu einem Dachstuhlbrand. Die unteren Etagen konnten gerettet werden, es entstanden jedoch Wasserschäden. 30 Gemälde und ein Modell der Polarstern konnten gerettet werden.